# Flodrotten
Flodrotten er en amerikansk stumfilm fra 1919 af Christy Cabanne.

## Medvirkende
- Mabel Normand som Jigs
- John Bowers som Gene Giles
- Charles K. Gerrard som John Harland
- Alec B. Francis
- Leota Lorraine